# W9
W9 er en fransk tv-kanal grundlagt 1. marts 1998.

## Eksterne henisniniger
- www.w9.fr

| Fjernsyn | Spire Denne artikel om en tv-kanal er en spire som bør udbygges. Du er velkommen til at hjælpe Wikipedia ved at udvide den. |